# Fundación Nacional para Lugares de Interés Histórico o Belleza Natural

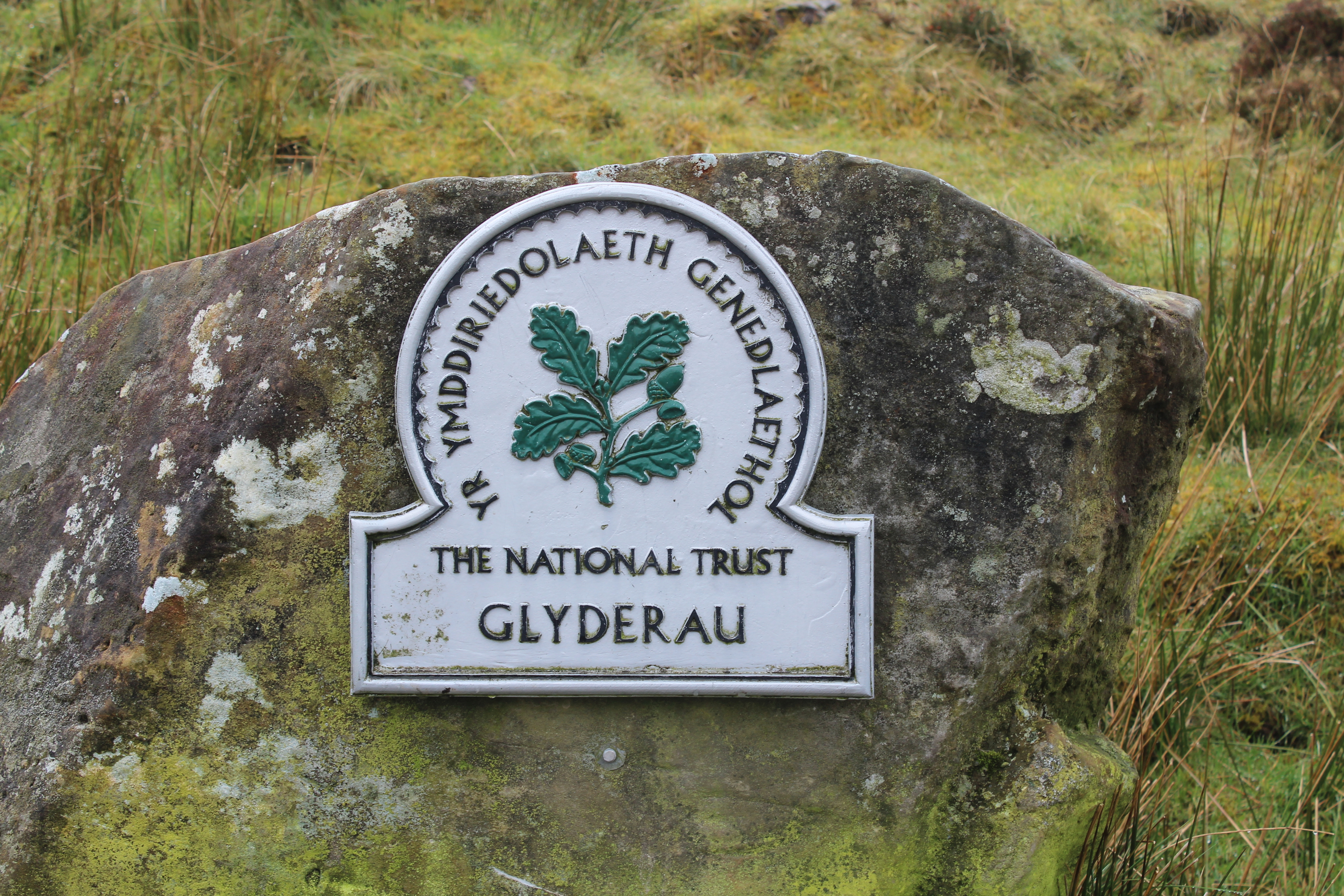
Logo de la National Trust en inglés y galés, Snowdonia, Gales

La Fundación Nacional para los Lugares de Interés Histórico o de Belleza Natural (en inglés: National Trust for Places of Historic Interest or Natural Beauty, más conocido como National Trust o NT) es una organización conservacionista británica fundada con la intención de conservar y de revalorizar los monumentos y los lugares de interés colectivo. El NT interviene en Inglaterra, País de Gales, isla de Man y en Irlanda del Norte. No opera en Escocia, donde funciona el National Trust for Scotland.
Creado en 1895, el «National Trust» pasó a ser en un siglo la más importante organización de este tipo en Europa y el segundo propietario de bienes inmuebles privado del Reino Unido, después de la Corona. El NT administra más de 300 monumentos y 200 jardines que van desde lugares megalíticos a mansiones de todos los tiempos. Su campo de intervención incluye edificios industriales, colecciones, e incluso la casa de la infancia de John Lennon y Paul McCartney, dos de los integrantes de The Beatles. El NT posee 250.000 hectáreas de tierras y 1200 kilómetros de costas, adquiridas principalmente a través del proyecto de protección "Neptune". 

## Las modalidades de financiamiento
- Los fondos de las cotizaciones de los miembros (de 60 € para un miembro a 110 € anuales para una familia) representan un 30% de las rentas, alrededor de 140 M€.[2] En el 2012, el «National Trust» alcanzó 4 millones de miembros.
- El NT obtiene una parte importante de sus recursos de sus inversiones financieras y rentas de sus propiedades. Las propiedades, que estén legadas o que hayan sido objeto de donaciones, pueden en efecto cederse o enajenarse en función del contrato inicial. La cesión de propiedades no se refiere obviamente a los bienes de interés colectivo, por definición inalienables. Por el contrario, el NT recibe numerosos edificios o terrenos, sin valor histórico notable. Se define desde un principio con el donante qué partes de la donación o las herencias podrán cederse para garantizar la conservación de la propiedad principal.

Se donan otras propiedades específicamente con el fin de venderlas con el propósito de lograr recursos para proyectos de mayor envergadura. 
La tendencia actual del NT es ceder propiedades. Los elevados precios de los bienes inmuebles en Gran Bretaña implican en efecto un escaso rendimiento. La colocación de las sumas retiradas de su venta se revela mucho más rentable.

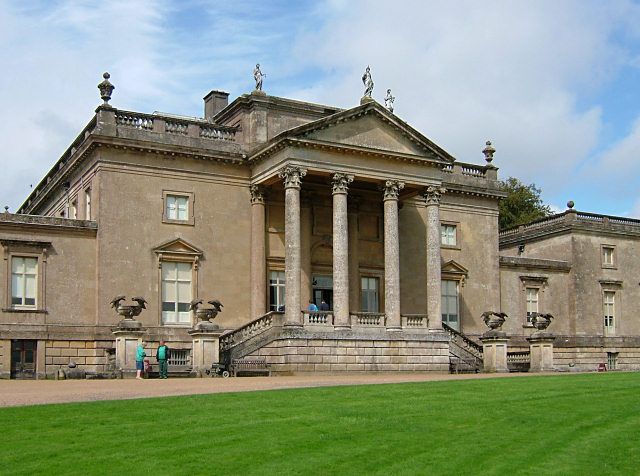
Una de las propiedades del NT, Stourhead House cerca de Mere, Wiltshire.

Se arreglan y se alquilan algunas propiedades ―mansiones, generalmente entre las mejor situadas― como residencias de vacaciones. El NT administra así más de 330 mansiones, a menudo de gran calidad, a veces resultante de la conversión de edificios inusuales, faros, castillos...
El NT pone también en alquiler una parte de los edificios o propiedades conservadas. Estos alquileres están regulados por contratos. El arrendatario se compromete a apoyar el planteamiento de conservación y desarrollo de las propiedades. Estos alquileres se refieren a los terrenos agrícolas o a pastos, a bares o albergues y también de edificios tan importantes como Barrington Court.

El NT hace llamamientos públicos a través de sus publicaciones para encontrar los arrendatarios a algunas residencias históricas. Gunby Hall en el Lincolnshire está así disponible al alquiler. Prever un presupuesto anual de 150.000 € para mantener las 10 habitaciones, el parque y los jardines de esta mansión del siglo XVII.

## El control de la comunicación

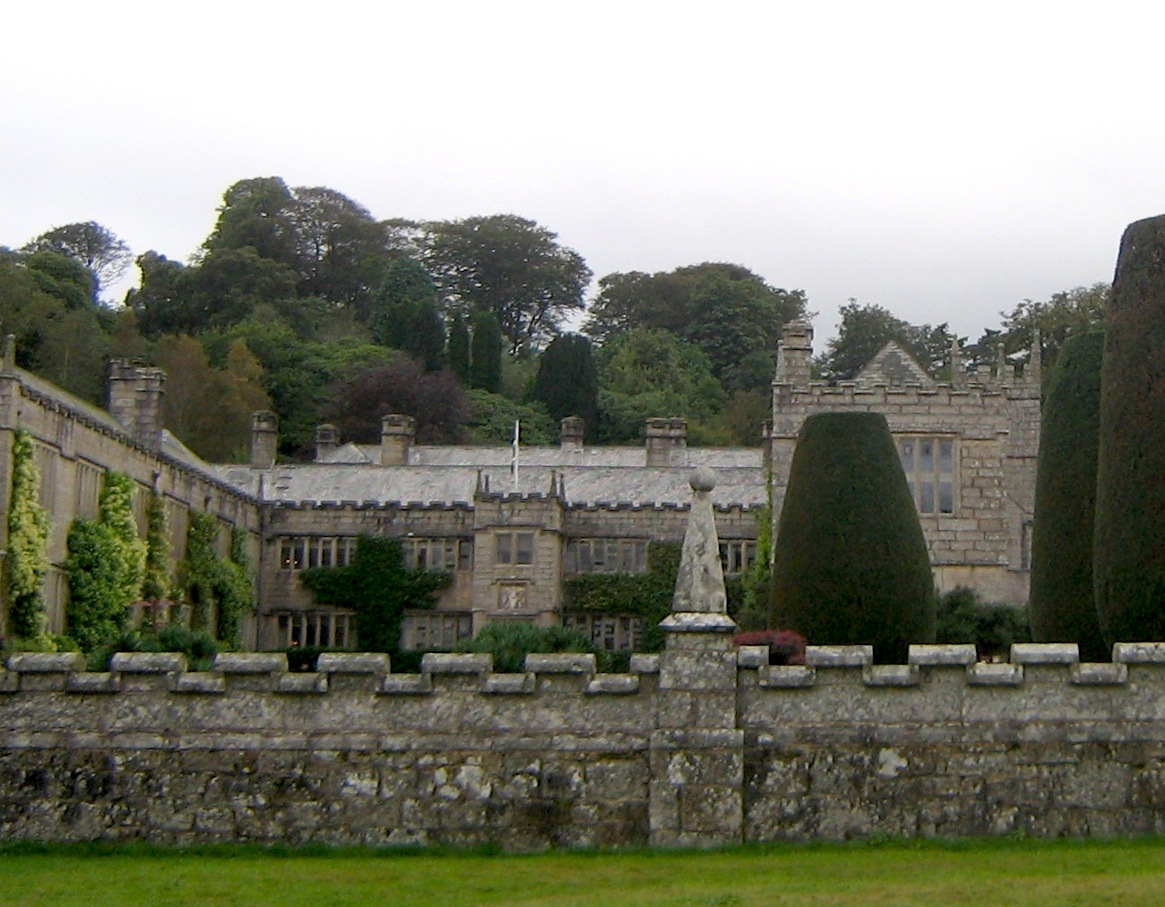
Lanhydrock house NT.

El NT consagra 50 M€, o sea un 11% de su presupuesto anual a reclutamiento de miembros, a publicidad y a la comunicación. La silueta de la rama de roble se convirtió en un logotipo reconocido a través de todo el país. 
Se documentan todos los edificios según una carta gráfica unificada. Los caminos, barreras, cierres llevan placas informando al visitante que la propiedad pertenece al NT. La placa, generalmente inalterable, fomenta discretamente la guía a hacer una subvención para la conservación del lugar o a venir a ayudar a los voluntarios.

## Llamada a los voluntarios
Al igual que las organizaciones sin ánimo de lucro británicas, el NT basa una gran parte de su éxito sobre la contratación de voluntarios. Estos voluntarios dedican una parte su tiempo a un monumento, una propiedad o una colección a la cual se ligan. Sus dedicaciones varían extremadamente, desde la recepción del público al mantenimiento de los jardines. Estos voluntarios son también especialistas, arquitectos, obreros, restauradores, juristas o contables que completan a los equipos permanentes. Representan 60.000 personas de todas las edades.
El NT toma un cuidado especial de sus voluntarios, garantizándoles un marco de calidad y una formación de alto nivel que hace esta experiencia suficientemente enriquecedora para mantener entre ellos un alto nivel de motivación.
La organización con esta llamada permanente al voluntariado se vinculó ampliamente con la tradición del escultismo, muy afianzada en la cultura británica.

## Una gestión diversificada
El NT se caracteriza por una excepcional flexibilidad de gestión de las distintas propiedades.
En un marco intelectual estricto de conservación para las generaciones futuras, el NT se adapta a cada situación con una voluntad de desarrollo y de inserción en la cultura local. Así pues, la mansión de Wightwick en Midlands del Oeste, otorgado al NT en vida de su propietario con sus magníficas colecciones, fueron enriquecidas por este hasta su desaparición.
El NT administra también atentamente el conjunto de las obras de las bibliotecas de los monumentos como de las casas más modestas, Las consideran como inseparables de la historia y de la sensibilidad de las personas que las han habitado.
En el mismo espíritu, la Fundación Nacional restaura y revaloriza la cara oculta de estos edificios: el trabajo de la servidumbre o los cocineros, las condiciones de vida de los lacayos y criados que garantizaban el lustre y el ritmo de vida de la aristocracia.
Durante estos últimos años, se invitó a cada propiedad a reducir su impacto medioambiental. Esta exigencia produjo una floración de soluciones medioambientales: reducción de los períodos de apertura para limitar la calefacción de los grandes edificios, vuelta a poner en servicio de pequeñas centrales eléctricas que existían in situ en algunos, producción de las propias verduras o frutas para los restaurantes de las propiedades.